# Rophites nigripes
Rophites nigripes är en biart som beskrevs av Heinrich Friese 1902. Rophites nigripes ingår i släktet blomdyrkarbin, och familjen vägbin. Inga underarter finns listade i Catalogue of Life.